# Honor Blackman
Honor Blackman (London, 1925. augusztus 22. – Lewes, East Sussex, 2020. április 5.) angol színésznő.

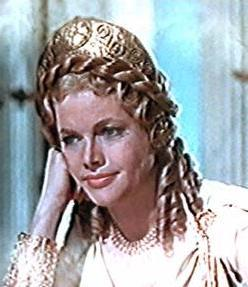
Héra szerepében Az aranygyapjú legendájában (1962)

## Élete
Leghíresebb szerepei az 1964-es James Bond-filmben, a Goldfinger-ben Pussy Galore szerepe, és Az aranygyapjú legendájában Héra alakítása.
Kétszer ment férjhez: Bill Sankeyhez (1946–1956), majd egy  brit színészhez, Maurice Kaufmannhoz (1963–1975), ez utóbbival együtt a Fright c. filmben közösen is szerepeltek (1971). Gyermekük nem született, ezért örökbe fogadtak két gyereket, Barnabyt és Lottie-t.

## Filmszerepei
| Év        | Magyar cím                                                                       | Eredeti cím                                    | Szerep                    | Megjegyzés |
| --------- | -------------------------------------------------------------------------------- | ---------------------------------------------- | ------------------------- | ---------- |
| 2005      | Kubrick menet                                                                    | Colour Me Kubrick: A True…ish Story            | Madam                     |            |
| 2003      | Kisvárosi gyilkosságok (A Midsomer gyilkosságok), „Életművész” (VI/1.) c. epizód | Midsomer Murders / Episode „A Talent for Life” | Isobel Hewitt             | tv-sorozat |
| 2002      |                                                                                  | Bond Girls Are Forever                         | önmaga                    | TV film    |
| 2001      | Az égig érő paszuly                                                              | Jack and the Beanstalk: The Real Story         | Jules                     |            |
| 2001      | Koronás kalamajka                                                                | Jack Brown and the Curse of the Crown          | Madeline Dubouir          |            |
| 2001      | Bridget Jones naplója                                                            | Bridget Jones’s Diary                          | Penny Husbands-Bosworth   |            |
| 2000      | Holtak hálójában                                                                 | The Sight                                      | Margaret Smith            | TV film    |
| 1999      | Oroszlánok között                                                                | To Walk with Lions                             | Joy Adamson               |            |
| 1998      | Talos, a múmia                                                                   | Talos the Mummy                                | Chief Inspector Shea      |            |
| 1994      | Titkok kertje                                                                    | The Secret Garden                              | Mrs. Medlock hangja       | TV film    |
| 1990      | A szív szava                                                                     | Voice of the Heart                             | Doris Asterman            | TV film    |
| 1986      | Ki vagy, doki? (4 epizód)                                                        | Doctor Who                                     | Professor Lasky           | tv-sorozat |
| 1972      | Columbo a panoptikumban                                                          | Columbo: Dagger of the Mind                    | Lilian Stanhope           | TV film    |
| 1971      | Valami nagy                                                                      | Something big                                  |                           |            |
| 1968      |                                                                                  | Shalako                                        | Julia Baggett             |            |
| 1968      | Harc Rómáért                                                                     | Kampf um Rom                                   | Amalaswintha              |            |
| 1965      | Sikerem titka                                                                    | The Secret of My Success                       | Lily/Von Lukenberg bárónő |            |
| 1964      | Goldfinger                                                                       | Goldfinger                                     | Pussy Galore              |            |
| 1962–1964 | Bosszúállók                                                                      | The Avengers                                   | Cathy Gale                | tv-sorozat |
| 1962      | Az Angyal kalandjai                                                              | The Saint                                      | Pauline Stone             | tv-sorozat |
| 1962      | Az aranygyapjú legendája                                                         | Jason and the Argonauts                        | Héra                      |            |
| 1958      | A Titanic éjszakája                                                              | A Night to Remember                            | Mrs. Liz Lucas            |            |
| 1958      | Én és a tábornok                                                                 | The Square Peg                                 | Lesley Cartland           |            |
| 1949      | Összeesküvők                                                                     | Conspirator                                    | Joyce                     |            |
| 1946      | Tövis és borostyán                                                               | Fame Is the Spur                               | Emma                      |            |